# Wspólnota administracyjna Röttingen
Wspólnota administracyjna Röttingen – wspólnota administracyjna (niem. Verwaltungsgemeinschaft) w Niemczech, w kraju związkowym Bawaria, w rejencji Dolna Frankonia, w regionie Würzburg, w powiecie Würzburg. Siedziba wspólnoty znajduje się w miejscowości Röttingen. Przewodniczącym jej jest Günter Rudolf.
Wspólnota administracyjna zrzesza jedno miasto (Stadt) oraz trzy gminy wiejskie (Gemeinde): 
- Bieberehren, 937 mieszkańców, 14,83 km²
- Riedenheim, 745 mieszkańców, 23,99 km²
- Röttingen, miasto, 1 642 mieszkańców, 27,19 km²
- Tauberrettersheim, 853 mieszkańców, 8,56 km²